# Donald Whiston
Donald Francis Whiston (* 19. Juni 1927 in Lynn, Massachusetts; † 11. Juli 2020) war ein US-amerikanischer Eishockeytorwart und -trainer.  

## Karriere
Donald Whiston besuchte zunächst die renommierte Eliteschule Phillips Exeter Academy, ehe er an der Brown University studierte. Mit einem Gegentorschnitt von 1.6 pro Spiel war er der beste Torwart in der Geschichte der Brown University und konnte sich für die Winterspiele 1952 empfehlen. Anschließend war er als Geschäftsmann tätig. Anfang der 1960er Jahre war er zudem für drei Spielzeiten Cheftrainer der Eishockeymannschaft der Brown University. 

### International
Für die USA nahm Whiston an den Olympischen Winterspielen 1952 in Oslo teil, bei denen er mit seiner Mannschaft die Silbermedaille gewann. 

## Erfolge und Auszeichnungen
- 1952 Silbermedaille bei den Olympischen Winterspielen